# 田口年信
田口 年信（たぐち としのぶ、慶応2年〈1866年〉‐ 明治36年〈1903年〉8月22日）とは、明治時代の浮世絵師。

## 来歴
月岡芳年、森寛斎、深田直城、川端玉章の門人。本姓は白井、名は勝沅。俗称信次郎。はじめ修斎、鮮中舎、国梅、芳年の門人になってからは年信と称す。丹波国亀岡藩士白井勝承の子として生まれ、後に田口家の養子になる。作画期は明治16年（1883年）から没年にかけてで、明治23年（1890年）には大阪に行き、新聞の挿絵や講談本の口絵を描く。明治31年（1898年）東京に戻り、玉章に学んで日本画の通信教授をしている。享年38。

## 作品
- 「新富座大評判　芸妓踊之図」　大判錦絵3枚続　国立劇場所蔵　※明治16年、「鮮中舎国梅」の落款
- 「燗酒売富蔵・尾上菊五郎　藤岡藤十郎・市川九蔵」（千代田城噂白浪）　縦大判錦絵2枚続　国立劇場所蔵　※明治18年11月、東京千歳座『四千両小判梅葉』より。「修斎国梅」の落款